# Thalictrum rostellatum
Thalictrum rostellatum är en ranunkelväxtart som beskrevs av Joseph Dalton Hooker och Thoms.. Thalictrum rostellatum ingår i släktet rutor, och familjen ranunkelväxter. Inga underarter finns listade i Catalogue of Life.